# 趙師禹
和端肅王趙師禹（？—1223年3月19日（嘉定十六年二月十六）），祖籍涿郡（今河北省保定市清苑縣）人，宋朝宗室、崇憲靖王趙伯圭第六子，第三代嗣秀王。

## 生平
趙師禹最初在隆興元年（1163年）補任右承務郎，之後曾擔任团练使、保康军节度使、提举佑神观、秀安僖王园令；授检校少保；封天水郡开国公。
嘉定八年正月辛未（1215年2月11日），南宋朝廷令他襲封嗣秀王，加官開府儀同三司。嘉定十六年（1223年）去世，贈官太傅，追封和王，諡號端肅。

## 家族

### 子女
- 趙希䚱[8]
- 趙希諟[8]
- 趙希諗[8]
- 趙希䛾[8]